# Завтра — это вчера
«Завтра — это вчера» (англ. Tomorrow Is Yesterday) — девятнадцатый эпизод первого сезона американского научно-фантастического телесериала «Звёздный путь», впервые вышедший на телеканале NBC 26 января 1967 года и повторённый 13 июля.

## Сюжет
В звёздную дату 3113.2 звездолёт Федерации Энтерпрайз под командованием Джеймса Тиберия Кирка попадает во временную аномалию и перемещается во времени и пространстве. Корабль оказывается возле планеты Земля образца 1969 года. Звездолёт оказывается в плотных слоях атмосферы и его на радарах замечают ВВС США. Приняв «Энтерпрайз» за НЛО, ВВС отправляют к нему истребитель-перехватчик F-104, пилотируемый капитаном Джоном Кристофером. Догнав звёздное судно, капитан передаёт по рации, что видит летающий объект необычной формы и, видимо, инопланетного происхождения. Из штаба ему приказывают атаковать НЛО, если тот попытается улететь в открытый космос.
У «Энтерпрайза» после скачка во времени истощены запасы энергии и ему с трудом удаётся набирать высоту. Спок предупреждает капитана Кирка, что на преследующем их самолёте могут быть установлены ядерные боеголовки, способные нанести значительный вред звездолёту. Кирк принимает решение захватить реактивный самолёт тяговым лучом, но конструкция машины не выдерживает и самолёт начинает разваливаться в воздухе. Чтобы спасти пилота, его телепортируют на «Энтерпрайз». Капитан Джон Кристофер шокирован кораблём будущего и удивлён, что его команда состоит из таких же как он людей и разговаривает по-английски. Капитан Джеймс Кирк провожает его к мостику и по дороге рассказывает о своём корабле и о том, как тот переместился в прошлое на триста лет. По словам Кирка, «Энтерпрайз» является одним из 12-ти звездолётов подобного типа.
Спок обеспокоен тем, что Кристофер так много узнал и увидел. По его словам, теперь, когда лётчик вернётся домой, то он должен будет доложить командованию обо всём, что знает, а это уже само по себе может изменить ход истории и тогда «Энтерпрайз» может просто исчезнуть, так как его, возможно, никогда не построят. Кирк принимает логичное умозаключение первого помощника и принимает решение оставить Джона Кристофера на корабле, тем более, что Спок проверил бортовой компьютер, в котором не оказалось информации о каком либо вкладе в историю капитана Кристофера. Джон начинает протестовать, узнав о намерениях оставить его на звездолёте и навсегда разлучить с женой и дочерьми. Вскоре Спок находит в компьютере информацию о пока не родившемся сыне Кристофера, который в будущем сыграет важную роль в освоении Сатурна. Экипажу становится ясно, что Кристофера необходимо вернуть на Землю, чтобы не изменить ход истории, но по прежнему стоит вопрос о разглашении информации про «Энтерпрайз» капитаном Кристофером, обязанным рассказать всё командованию.
Узнав о том, что на борту F-104 была установлена фото- и видеоаппаратура, на корабле решают снарядить десант на планету с целью похищения этих данных. Кирк и Сулу телепортируются на запретную военную территорию и находят плёнки, но после этого их обнаруживают и Кирка берут под стражу. Сулу же успевает телепортироваться на корабль. Когда Спок пытается связаться с капитаном через коммуникатор, ведущий допрос Кирка военный случайно активирует аварийный сигнал на устройстве и его немедленно телепортируют на борт судна. Увидев, кого они телепортировали, на звездолёте решают не выпускать военного за пределы телепортаторной, чтобы он не узнал много о корабле будущего. Чтобы вызволить Кирка, на «Энтерпрайзе» формируется новый десантный отряд, в который вошли Спок, Сулу и знающий расположение помещений Кристофер. После того, как Кирка удаётся вызволить, Кристофер хватает пистолет одного из охранников и, угрожая им, требует оставить его на Земле. Спок, подкравшись сзади, парализует его одной из своих вулканских способностей.
После возвращения на корабль, Спок и главный инженер Скотт находят гипотетическую возможность вернуться в своё время. Манёвр включает в себя прохождение корабля близко к Солнцу. Если всё получится, то показания хронометра начнут двигаться в обратную сторону. Опасность состоит в том, что можно пропустить своё время и попасть в другую временную эпоху. Когда время начинает обратный ход, капитана Кристофера и случайно захваченного военного телепортируют в тот момент, когда самолёт подлетал к «Энтерпрайзу». Звездолёт внезапно исчезает на глазах у лётчика и тот передаёт по рации, что видел НЛО. Военный переносится на военную базу за несколько минут до столкновения с Кирком и Сулу. «Энтерпрайз» успешно возвращается в XXIII век.

## Создание
- Изначально эпизод задумывался как вторая часть эпизода «Время обнажиться», но позже сценарии были переработаны и серии стали независимыми.
- Помощник продюсера Роберт Джастман разработал оригинальную идею для эпизода и отдал ещё Дороти Фонтане, за что не получил никакого материального вознаграждения. Однако агент Джина Родденберри запросил у студии $3000 за этот переписанный сценарий[6].

## Отзывы
Зак Хэндлен из The A.V. Club поставил этому эпизоду оценку «B-», охарактеризовав его словами «так себе» и «сойдёт».

## Ремастеринг
Этот эпизод как и все остальные подвергся ремастерингу в 2006 году в честь сорокалетия оригинального сериала. Обновлённая версия была показана 5 мая 2007 года. Помимо стандартных улучшений видео и аудио, а также полностью компьютерной модели «Энтерпрайза», изменения в данном эпизоде претерпели:
- Внешний вид Земли был заменён на более реалистичный, были добавлены облака и Луна. Майкл Окуда в интервью сказал, что многие снимки, использованные в ремастеринге, были сделаны с борта космических шаттлов и МКС[8].
- Были улучшены сцены с F-104. Появились кадры с видом «Энтерпрайза» из кабины пилота.
- При виде с камеры заднего вида, когда корабль удаляется от земли, по бокам видны гондолы-двигатели.
- Хронометр был обновлён и получил цифровое табло. Хронометр заменили как и в случае с ремастерингом эпизода «Время обнажиться».
- «Временная рогатка» показана более подробно, подобно той, что была в фильме «Звёздный путь 4: Путешествие домой».
- Компьютерная модель Солнца, более реалистичная, чем в оригинале.